# Аримафея
Аримафея (др.-греч. Ἀριμαθαία) — город в Иудее, место рождения Иосифа Аримафейского, предоставившего свой гроб для погребения Иисуса Христа (Лк. 23:51). Точное место нахождения неизвестно.
Евсевий Кесарийский в своем «Ономастиконе» (144:28-29) отождествляет Аримафею с местностью Рамафаим-Цофим около Диосполиса (сейчас Лод) , в колене Ефремовом, месте рождения пророка Самуила (1Цар. 1:11,19).
Евсевий дает такое описание:

Оригинальный текст (др.-греч.)Ἀρμαθὲμ Σειφά ̣(Α΄ Βασ. 1:1̣) πόλις Ἐλκανὰ καὶ Σαμουήλ.  Κεῖται δὲ αὕτη πλησίον ∆ιοσπόλεως, ὅθεν ἦν Ἰωσήφ, ὁ ἐν Εὐαγγελίοις ἀπὸ Ἀριμαθίας.
Армафем Сеифа (1Цар. 1:1) – город Элканы и Самуила, расположенный у Диосполиса, дом Иосифа Аримафейского из Евангелий.